# ریف (آسکران)
ریف (به ارمنی: Ռև) یک منطقهٔ مسکونی در جمهوری آرتساخ است که در استان آسکران واقع شده‌است. ریف ۱۱۳ نفر جمعیت دارد.